# Castelrosso (Grecia)

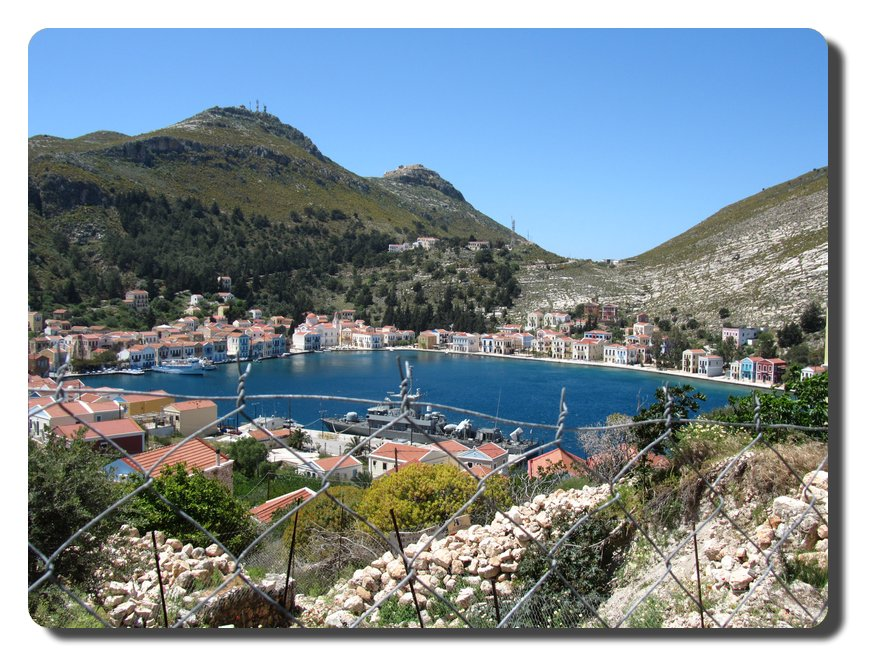

Castelrosso (in greco Καστελλόριζο?, Kastellórizo), ufficialmente Megísti (in greco Μεγίστη?, "la più grande" rispetto agli isolotti circostanti), è un'isola e un comune della Grecia, all'estremità orientale del suo territorio.
Situata nel Mar di Levante, si trova a meno di 3 km dalle coste anatoliche della Turchia di fronte a Kaş (Antifello), mentre 72 miglia nautiche la separano da Rodi, da cui dipende amministrativamente.
Dal punto di vista amministrativo l'isola, insieme ad alcuni isolotti vicini, costituisce un comune della Grecia appartenente alla periferia dell'Egeo Meridionale (unità periferica di Rodi). Secondo i dati del censimento del 2011 Castelrosso ha 492 abitanti.
La superficie del comune è complessivamente di circa 12 km².
Castelrosso è il luogo di ambientazione del film italiano Mediterraneo, diretto da Gabriele Salvatores, che ricevette l'Oscar al miglior film straniero nel 1992.

## Origine del nome
Il nome ufficiale dell'isola, Megisti (Μεγίστη), significa "la più grande", ma con una superficie di soli 9,11 km² essa è in realtà fra le più piccole isole abitate del Dodecaneso. Il nome si riferisce al fatto che è la più grande del piccolo arcipelago circostante.  Questo nome era usato nell'antichità, ma ora è raramente usato in greco, essendo il nome Kastellórizo (Kαστελλόριζο) comune dal XII secolo. Ci sono diverse ipotesi sull'origine di questo nome. "Kastello" deriva dalla parola italiana "castello". C'è qualche discussione sulla seconda parte del nome. Le argomentazioni sono incentrate sulle seguenti possibili origini dell'elemento rizo:
- rizo deriva dalla parola italiana "rosso", che significa "rosso", dal colore rossastro delle rocce dell'isola, dal colore rossastro del castello al tramonto,[5] o dal colore dello stemma del Gran Maestro dei Cavalieri di Rodi, Juan Fernández de Heredia, che si trovava sopra la porta del castello; queste argomentazioni sono state ampiamente screditate in quanto le rocce dell'isola non hanno pigmenti rossi e il nome Kastellorizo è precedente all'arrivo dei Cavalieri.[3]
- rizo è una corruzione della parola "Rhoge", uno degli antichi appellativi della vicina isola di Ro. Se questo è corretto, il nome moderno dell'isola è in realtà un amalgama dei nomi separati dell'isola "Castello" e "Rhoge".
- rizo è l'attuale parola greca "rizon" che significa "radice", come ricercato dallo storico greco I.M. Hatzifotis (1996), per indicare la collina pedemontana o "rizovouno" su cui fu costruito il più antico castello dell'isola.[5]

Nella sua storia ha assunto diversi nomi, tra cui Kastellorizo (greco), Castellorizo (nome greco con grafia italiana), Castelrosso (italiano, abbreviazione di "Castello Rosso"), Château Rouge (traduzione francese del nome italiano: ma forse il nome italiano è un calco di Chastel Rouge, antico possedimento dei Cavalieri Ospitalieri in Siria). Infine, i turchi la chiamano Meis  o Kızılhisar, il primo nome derivante dal nome antico dell'isola in greco, il secondo con il significato di "Castello Rosso", traduzione del nome italiano.

## Geografia
Castelrosso ha forma quasi triangolare, con una superficie di 9,2 km² e un orientamento NE-SO.
I punti estremi sono rappresentati dai capi Santo Stefano a nord (il punto più vicino alla costa turca, a una distanza di 2250 m), Nifti a est e Pounenti a sud-ovest.
Tra le prime due località si trova un'ampia baia che rappresenta il porto naturale dell'isola (naturalmente ridossato in quanto rivolto verso nord e quindi la costa anatolica) e la sede dell'unica cittadina.
L'isola è quasi tutta montuosa con coste alte e scoscese. L'elevazione principale è il monte Vigla, alto 270 m s.l.m.
Il suolo è formato da calcari cretacici e dell'eocene, di natura carsica, inciso da profonde grotte verticali. Quasi ovunque manca la vegetazione. L'isola è priva di sorgenti, e l'acqua piovana viene raccolta tramite cisterne.

### L'arcipelago di Castelrosso
Pur non essendo situata nell'Egeo ma nel Mar di Levante, Castelrosso fa parte storicamente dell'arcipelago del Dodecaneso, ma a sua volta essa costituisce l'isola principale di un piccolo raggruppamento comprendente le isole di Strongili e Ro, più diversi isolotti: alcuni (Agios Georgios, Psomi e Psoradia) territorio greco e altri (Bayrak, Besmi, Catal, Gurmenli, Guvercinli, Heybeli, Kovan, Kovanli, Okzuz, Sariada, Saribelen e Sican), quasi tutti poco più che scogli, appartenenti alla Turchia.

## Storia

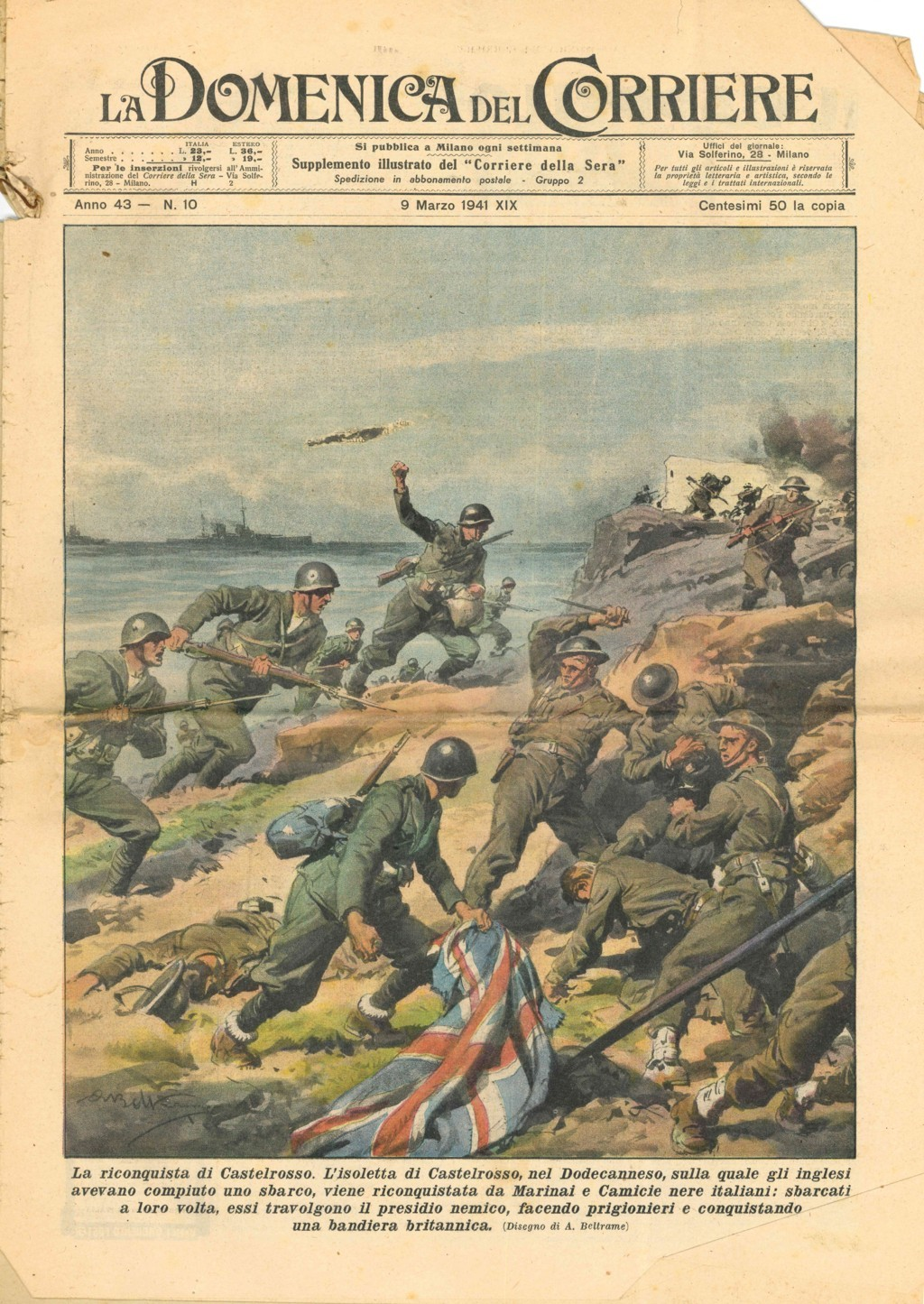
Prima pagina de La Domenica del Corriere, 9 marzo 1941: "La riconquista di Castelrosso. L'isoletta di Castelrosso nel Dodecaneso, sulle quali gli inglesi avevano compiuto uno sbarco, viene riconquistata da Marinai e Camicie nere italiani: sbarcati a loro volta, essi travolgono il presidio nemico, facendo prigionieri e conquistando una bandiera britannica".

L'isola, che fa parte storicamente della regione della Licia, fu colonizzata da elementi dorici, che la chiamarono Megiste. Iscrizioni rinvenute ai piedi del Castello dei Cavalieri confermano che, durante l'età ellenistica, l'isola fu governata da Rodi e che faceva parte della sua Perea. I rodigini inviarono un sovrintendente, o epistatis, per controllare gli eventi dell'isola.
Durante il periodo bizantino, Castelrosso entrò a far parte dell'Eparchia delle Isole, la cui capitale era Rodi.
Nel 1306 l'isola fu presa dai Cavalieri dell'Ordine dell'Ospedale di S. Giovanni di Gerusalemme, guidati da Foulques de Villaret, che si stavano spostando da Cipro a Rodi, a sua volta conquistata tre anni dopo e che divenne il centro del loro dominio. Costoro restaurarono il castello, che fu destinato a servire da prigione per i Cavalieri che si fossero macchiati di qualche colpa.
Nel 1440 l'isola fu occupata dal sultano mamelucco d'Egitto, al-‘Azīz Jamāl al-Dīn Yūsuf, che distrusse il castello. Dieci anni più tardi l'isola fu conquistata da Alfonso V d'Aragona, re di Napoli, che nel 1451 ricostruì il castello e vi destinò un suo governatore. Napoli perse il possesso dell'isola nel 1522, quando essa fu conquistata dal sultano ottomano Solimano il Magnifico.
Il 22 settembre 1659, durante la guerra di Candia, l'isola fu conquistata da Venezia e il castello fu ancora una volta diroccato, ma gli Ottomani furono in grado di ricostruirlo subito dopo.
Fra il 1828 e il 1833 Castelrosso si unì agli insorti greci, ma alla fine della Guerra d'indipendenza greca, tornò a far parte dell'Impero Ottomano.

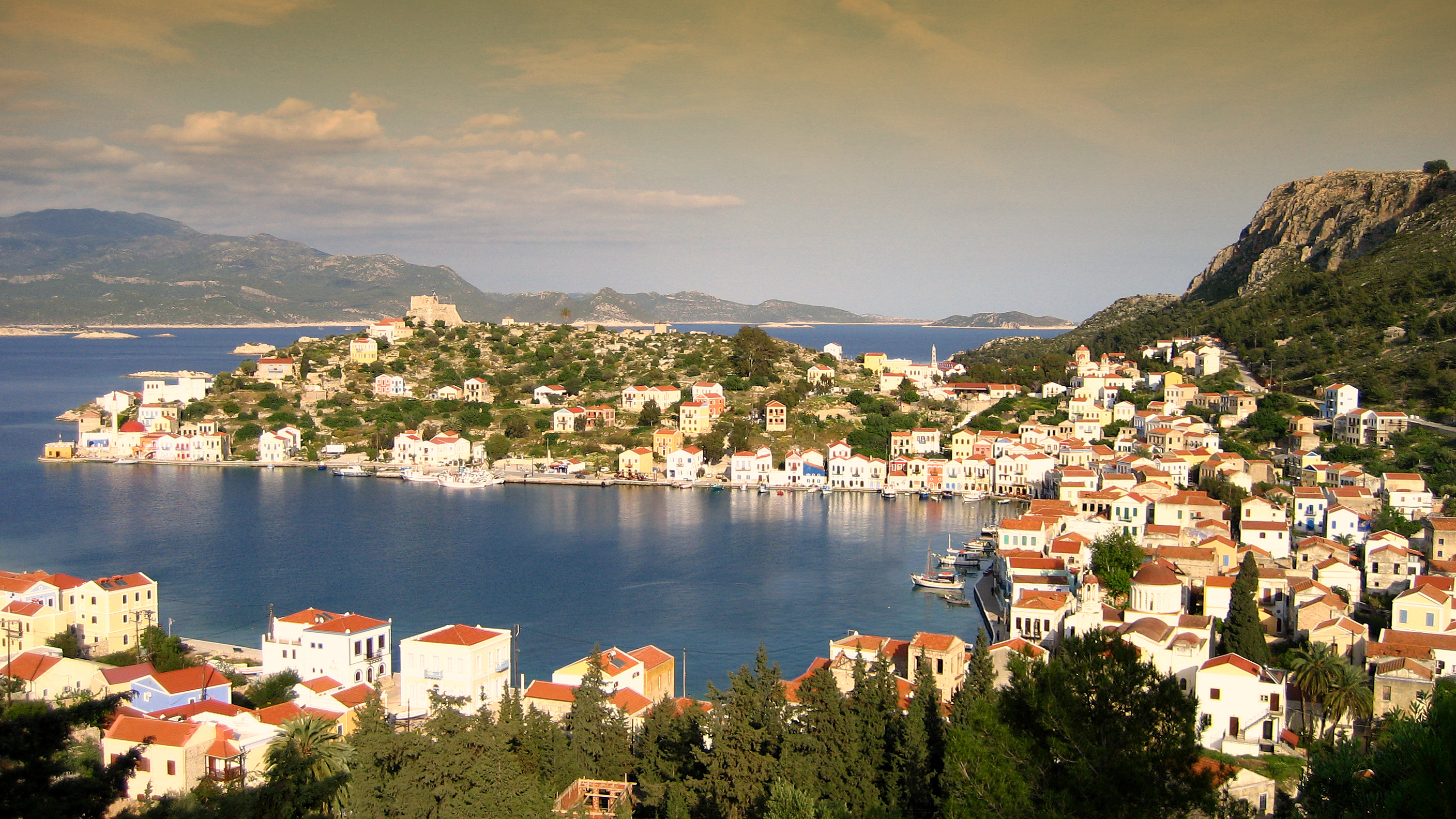
Il porto di Castelrosso. Sullo sfondo a sinistra la costa della Licia.

Nel 1912, durante la guerra italo-turca, gli abitanti chiesero al generale Ameglio, comandante delle forze italiane d'occupazione a Rodi, che la loro isola fosse annessa all'Italia. Ciò fu rifiutato e il 14 marzo 1913 la popolazione locale imprigionò il governatore turco e la sua guarnigione ottomana e proclamò un governo provvisorio.
Nell'agosto dello stesso anno, il governo greco inviò da Samo un governatore provvisorio, rafforzato da un certo numero di gendarmi: essi tuttavia furono espulsi dagli abitanti il 20 ottobre 1915. Il 28 dicembre 1915 la marina militare francese occupò l'isola grazie all'incrociatore Jeanne d'Arc, intervenendo in ufficiale appoggio alla locale fazione filo-francese che temeva rappresaglie turche. In quella stessa giornata i francesi rapidamente bloccarono un nuovo tentativo di sbarco di un contingente greco di euzoni.
Le batterie costiere turche risposero all'occupazione francese bombardando l'isola nel 1917 e riuscendo ad affondare la nave appoggio idrovolanti britannica HMS Ben-my-Chree.
Con il trattato di Sèvres, l'isola fu infine assegnata all'Italia. La Francia aveva seri problemi a gestire i collegamenti con la madrepatria, mentre l'Italia voleva espandere la sua presenza nel vicino Dodecaneso. La Regia Marina ne prese possesso dai francesi il 1º marzo 1921 e Castelrosso fu così integrata nei possedimenti delle Isole italiane dell'Egeo.
I rapporti tra italiani e autoctoni furono abbastanza buoni, sia perché gli italiani assicuravano protezione dalla Turchia, sia perché la presenza italiana non creò grosse imposizioni, se si eccettua il divieto di dipingere le case coi colori azzurro e bianco, che ricordavano il colore della bandiera greca. L'insegnamento della lingua italiana venne accettato senza problemi.
Gli italiani collegarono via cavo l'isola con Antifilo, sul continente. Nel 1926 venne costruita la Palazzina della Delegazione, a opera dell'architetto Florestano Di Fausto, in stile coloniale.
Nel 1928, a causa delle condizioni economiche estremamente disagiate in cui versava l'isola, conseguenti alla crisi economica globale e al crollo del mercato delle spugne naturali, numerosi abitanti emigrarono in Australia e nelle Americhe, riducendo sensibilmente la popolazione che, all'inizio del secolo, aveva raggiunto la cifra di circa 15 000 abitanti. Agli inizi degli anni trenta la popolazione residente era di circa 3 000 persone, che in gran parte viveva di rimesse, del commercio con il Libano e della produzione di carbone di legna, destinato all'Egitto. Metà delle case erano disabitate.
Fu organizzata l'amministrazione civile dell'isola con libere elezioni svoltesi nel 1928, 1930, 1932 e 1934. Nel 1937 il sindaco venne sostituito da un podestà di nomina governativa.
La convenzione del 1932 fra Italia e Turchia, che definì i confini marittimi fra le due potenze, assegnò tutte le isolette del piccolo arcipelago intorno a Castelrosso - eccezion fatta per Ro e Strongili - alla Turchia. Durante gli anni trenta Castelrosso costituì un punto d'ammaraggio per gli idrovolanti francesi e italiani.
Tra il dicembre del 1933 e il marzo del 1934 si verificarono delle proteste popolari causate dall'inasprimento della tassazione doganale e dal divieto di taglio indiscriminato dei boschi. Come conseguenza il sindaco Ioannis Lakerdis venne rimosso.
Nel censimento del 1936 la popolazione era ulteriormente scesa a 2 236 abitanti.
Durante la seconda guerra mondiale, il 25 febbraio 1941, nel corso dell'Operazione Abstention, incursori britannici occuparono l'isola, ma le forze italiane di Rodi la ripresero tre giorni dopo. La disfatta britannica destò molto sconcerto in Inghilterra e venne esaltata dalla stampa italiana. I britannici, mentre lasciavano l'isola, bombardarono la Palazzina della delegazione.
Sia nel corso del tentativo di occupazione britannico sia nel resto della guerra, tra la popolazione civile non mancarono atti di eroismo, come quello della maestra Anastasia Arnaoutoglou, che, ponendosi tra un soldato britannico e un marinaio italiano ferito, salvò la vita a quest'ultimo da un'esecuzione sommaria. Venne ufficialmente decorata dal re Vittorio Emanuele III con la medaglia d'argento al valor militare. Tuttavia come punizione per l'assistenza data da alcuni locali ai commando britannici, gli italiani arrestarono 29 cittadini locali maschi sospettati di "attività contro lo stato" che furono deportati prima a Rodi, poi a Coo e infine a Brindisi per essere processati. Molti di loro non fecero ritorno nell'isola.

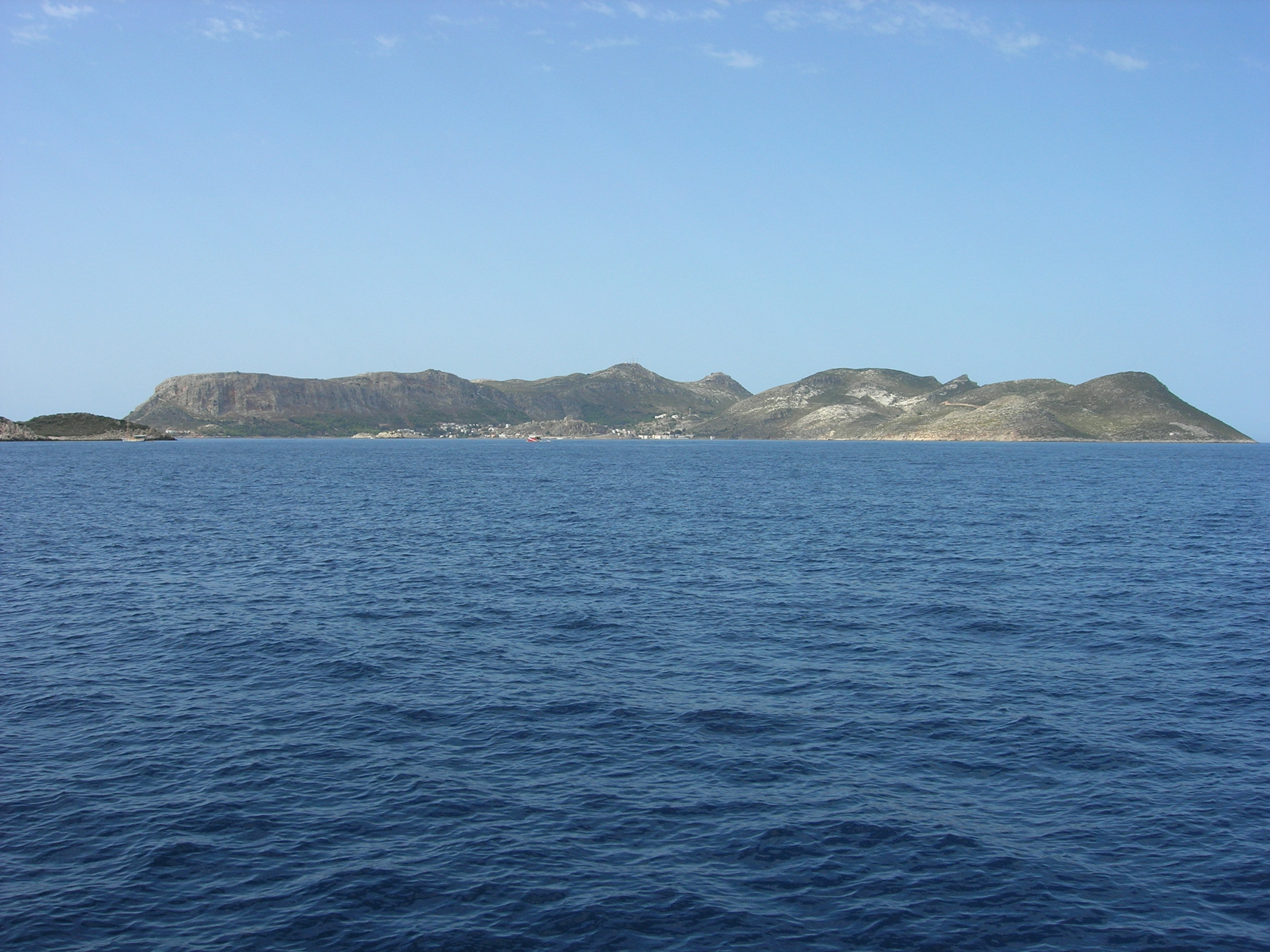
Castelrosso vista da Kaş

Durante i colloqui tra Adolf Hitler e Benito Mussolini, svoltisi a Salisburgo tra il 29 e il 30 aprile 1942, il Führer disse al Duce che se la Turchia si fosse schierata al fianco dell'Asse nel conflitto in corso l'Italia avrebbe dovuto cederle, come pegno d'amicizia presente e futura, l'isola di Castelrosso.
Quando l'Italia capitolò, il 10 settembre 1943, l'isola fu ancora una volta occupata dalle forze britanniche, che ne conservarono il possesso per il resto del conflitto. I soldati italiani lasciarono l'isola il 28 settembre 1943. All'arrivo dei britannici la popolazione residente era scesa a circa 1 000 abitanti.
La popolazione civile fu quindi evacuata dall'isola e trasportata a Gaza, allora possedimento britannico. Nel luglio del 1944 un deposito di carburante esplose e incendiò un attiguo deposito di munizioni, nel benestante quartiere di Kavos, distruggendo in tal modo circa metà delle abitazioni dell'isola. Ci sono numerosi resoconti di saccheggi da parte delle truppe britanniche, sia prima che dopo l'incendio.
Nel settembre del 1945, a guerra finita, il governo britannico noleggiò la nave Empire Patrol (ex nave Rodi, catturata in periodo bellico alla società italiana Adriatica di Navigazione) per riportare gli esuli a Castelrosso, ma dopo poche ore dalla partenza da Porto Said la nave prese fuoco. Molti profughi morirono e gli altri persero del tutto i propri averi.
Depredati delle proprie case e dei propri averi, quasi tutti gli abitanti di Castelrosso accettarono di trasferirsi in Australia, dove costituiscono tuttora una compatta comunità.
Castelrosso fu assegnata alla Grecia in virtù dei trattati di Parigi del 1947. Il 15 settembre 1947 ebbe effettivamente inizio l'amministrazione greca. L'isola formalmente si unì allo Stato greco il 7 marzo 1948, unitamente alle altre isole del Dodecaneso.
Le conseguenze della guerra spopolarono Castelrosso che nel 1990 contava meno di 250 abitanti. Da allora, la popolazione è raddoppiata: la popolarità del film Mediterraneo, pur non essendo aderente alla realtà storica della guerra, ha permesso all'isola un crescente benessere economico legato al turismo, italiano ed europeo.

## L'architettura coloniale italiana
Nel periodo coloniale italiano furono edificate strutture civili al fine di rafforzare e caratterizzare la presenza italiana. Le più importanti ancora visibili sono:
- la palazzina della Delegazione (1926), a opera dell'architetto Florestano Di Fausto, in stile coloniale, nella centrale piazza Nikolaou Savva. Fu un ufficio distaccato del Governatorato del Dodecaneso voluto dal governatore Mario Lago. Ospitò il re Vittorio Emanuele III durante la visita del giugno 1929, quando delegato del Governo sull'isola era Salvatore Tringali. Costruita nella tipica architettura coloniale italiana del primo dopoguerra, fu bombardata dai britannici nel 1941, che ne distrussero la parte superiore. Il piano inferiore attualmente ospita il bar Faros;
- la caserma dei Carabinieri (1928), che fu sede anche della stazione radio. Attualmente sede della stazione di polizia e dell'ufficio postale;
- il municipio (1932-1933), in stile coloniale, nella parte opposta di piazza Nikolaou Savva. Costruito come sede dell'ufficio postale, della dogana e della Capitaneria di porto italiana. Oggi è sede della Guardia costiera greca;
- il nuovo mercato coperto (1934), anch'esso in stile coloniale, per vendita di frutta, verdura, carne e pesce, favorito dalla freschezza dell'area ombreggiata. Attualmente ospita una taverna e alcuni negozi. Ricalca il coevo mercato delle erbe di Coo.

## Demografia ed economia

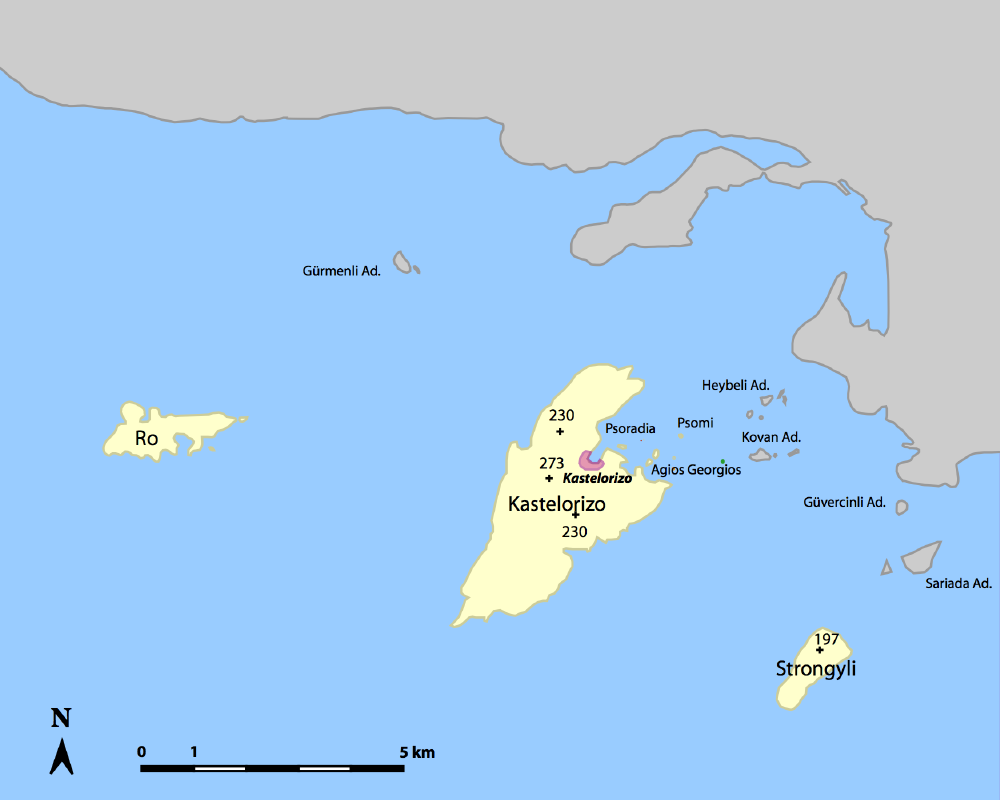
Posizione di Castelrosso e del suo arcipelago. In giallo le isole appartenenti alla Grecia, in grigio i territori turchi.

La popolazione e l'economia raggiunsero il loro apogeo alla fine del XIX secolo quando fino a 15 000 persone abitavano l'isola. A quel tempo Castelrosso era l'unico porto sicuro lungo la rotta tra Makrí (oggi Fethiye) e Beirut. Le sue navi mercantili commercializzavano prodotti dell'Anatolia (carbone, legname) merci egiziane (riso, zucchero, caffè, tessuti e filati), e cereali anatolici a Rodi e Cipro. Nell'isola vi è stata anche una redditizia produzione di carbonella (molto ricercata ad Alessandria, dove veniva utilizzata per i narghilè). Molto fiorente era anche l'industria della pesca e, soprattutto, quella delle spugne.
All'alba del ventesimo secolo cominciò la decadenza dell'isola e della sua economia, fatti che coincisero con il declino dell'impero ottomano e la deportazione dei greci anatolici nel 1923. Alla fine degli anni 20 del novecento la popolazione dell'isola era scesa a 3 000 unità, mentre circa 8 000 abitanti erano emigrati all'estero, prevalentemente in Australia, Egitto, Grecia e in America. In quel momento in città erano abitate 730 case, mentre 675, già vuote, caddero in rovina.
La popolazione, secondo il censimento del 2001, ammontava a 430 persone, buona parte delle quali nella città di Megísti. Il comune comprende anche le isole di Ro e Strongili. Molti dei suoi emigrati vivono in Australia, dove sono noti come "Kassies", in particolare nelle città di Perth e Sydney.
Oggi una parte non trascurabile dell'economia deriva dal turismo, soprattutto da quello giornaliero proveniente da Kaş, che essendo a sua volta meta turistica ospita numerosi vacanzieri in particolare turchi.

## Turismo
La più celebrata attrazione dell'isola è la Grotta azzurra, situata sull'inaccessibile costa sudorientale, e molto più grande di quella di Capri.
Al di sopra del paese, sulla punta più alta dell'isola dopo il monte Vigla, sorge un castello chiamato Paleócastro o Panághia (da un vicino monastero dedicato alla Vergine). Esso è di origine greca antica, con pianta rettangolare di 60 × 80 m. La fortezza è dotata di numerose grandi cisterne al suo interno, possiede una torre e sul lato orientale resti di propilei. Sulla sua base è scolpita un'iscrizione greca del quarto o terzo secolo a.C. in dialetto dorico, dove è menzionata Megiste e il possesso rodio dell'isola. Dal castello si gode un vasto panorama della città, dell'isola e della costa anatolica.

## Infrastrutture e trasporti
Castelrosso è provvista di un porto naturale collegato da servizi regolari con Rodi, il Pireo e Kaş (cittadina turca situata a 3 km dall'isola), e di un aeroporto servito da voli di linea nazionali.

## Nella musica
La prima traccia, strumentale, del terzo album solista di David Gilmour (voce e chitarra dei Pink Floyd) On an Island, edito nel 2006, s'intitola proprio Castellorizon, in riferimento a quest'isola del Mar di Levante. In particolare i testi dei brani di quest'album girano tutti intorno al tema della vacanza, che perde la sua banale concezione ludica per diventare motivo di una maggiore introspezione a livello personale, e la perizia di dettagli nei testi delle varie tracce lascia supporre che l'intero album sia stato ispirato da una vacanza trascorsa dal chitarrista in questi luoghi.